# 隋谯国夫人冼氏墓
隋谯国夫人冼氏墓位于广东省茂名市电白区电城镇山兜村，为南梁俚人领袖冼夫人之陵墓，始建于隋朝，在宋、明、清均有重修。其遗址面积约13530平方米，是广东考古发现的首个隋唐墓园建筑实例，墓周围的地形地貌尚存，较完整地保存了历史环境风貌。自2002年7月17日起，冼氏墓被纳入广东省文物保护单位；2013年3月5日又被进一步核定并公布为第七批全国重点文物保护单位，为茂名市境内的首个全国重点文物保护单位。

## 历史
隋谯国夫人冼氏墓，位于广东省茂名市电白区电城镇山兜村娘娘庙后，始建于隋朝，是南梁俚人领袖冼夫人（约522—602）的墓葬。该墓葬在隋唐时期均缺少所在地的记载，直至宋朝时才在《太平寰宇记》中指明位于电白。此后在地方志中关于娘娘庙的位置逐渐具体化，在道光年间的《广东通志》和《电白县志》中明确提及其位置位于山兜村娘娘庙后。该墓葬在宋、明、清均有重修。中华人民共和国成立后，考古人员根据史料记载以及现场勘查，重新确认该地为冼夫人墓，但此时冼夫人墓当中的部分石碑等文物已经被当地百姓带回家中。

## 结构
墓园呈南北向，东西宽123米、南北长110米，总面积为13530平方米，四周墙垣用沙土打夯而成。中部则略呈圆形明显隆起，直径约25米。墓内地表可见隋代以来建筑构件，有用于祭祀冼夫人的建筑群，遗迹包括由南至北的前殿、天井、寝宫及东西两翼的厢房、水池等隋唐及宋代建筑，前后殿均面宽22米，七开间，进深5间，总面积约1300平方米；出土文物有南北朝时期莲花柱础，晋、南朝时期曲折纹青砖、莲花纹瓦当、兽形瓦等建筑材料，隋唐时期罐、瓦盏、杯、香炉、砚台等陶瓷器和铜镜、铜钱等。
墓园东南角外十余米有原隋朝的驮碑残损贔屃一个，采用青黑石质，上刻龟甲纹。这件残座仅存一半，长150厘米、宽126厘米、厚72厘米、重达1.5吨；碑槽长65厘米、宽55厘米、深38厘米；原碑已不复存在，但据碑槽推测，其形制之大甚至超过了原潮州刺史韩愈之碑，在岭南也仅南越王赵佗可达到此规模。贔屃附近竖有复刻墓碑一通，采用花岗岩质，为清嘉庆二十四年由电白知县特克星阿和电茂场大使张炳重立，其地面部分高188.5厘米、宽71厘米，厚18厘米。碑文为楷书阴刻，中间刻有“嘉庆己卯，隋谯国夫人洗氏墓”字样，上款“嘉庆已卯”，下款“电白知县特克星阿、电茂场大使张炳立石”。

## 开发与保护
墓园于1984年被电白县人民政府公布为文物保护单位。2002年7月17日，隋谯国夫人冼氏墓又被公布为广东省文物保护单位；而2004年7月至9月和2005年7月至2006年1月，广东省文物考古研究所对该墓园建筑遗址进行了二期的考古勘查，经专家论证认为是“广东省考古发现的第一个隋唐墓园建筑实例”，具有较高的历史及科学研究价值。至2013年3月5日，中国国务院下发《关于核定并公布第七批全国重点文物保护单位的通知》，冼氏墓进一步被核定为全国重点文物保护单位。同年10月19日，电白县借冼太夫人诞辰1491年时，举行了全国重点文物保护单位揭牌仪式。
在被公布为第七批全国重点文物保护单位后，根据广东省政府《隋谯夫人冼氏墓保护规划》方案，电白县将包括丁村冼太夫人故居遗址，隋谯国夫人冼氏墓和山兜村娘娘庙（冼太夫人庙）在内的冼太夫人故里景区按国家4A级历史人文旅游景区标准规划建设，计划用5年时间分三期施工，至2017年景区内将建成瞻仰、教育学习、游客接待中心、百越风情休闲、游客服务等五个功能区，规划总面积82.92公顷，核心景区面积400亩。截至2015年，已建成景区大门、岭南圣母文化园、岭南圣母广场、岭南圣母巨型雕像、游客服务中心、停车场等项目，部分景点已开放接待游客。